# Budiměřice
Budiměřice är en ort i Tjeckien.   Den ligger i regionen Mellersta Böhmen, i den centrala delen av landet, 50 km öster om huvudstaden Prag. Budiměřice ligger 187 meter över havet och antalet invånare är 574.
Terrängen runt Budiměřice är mycket platt.Runt Budiměřice är det tätbefolkat, med 297 invånare per kvadratkilometer. Närmaste större samhälle är Nymburk, 4,2 km väster om Budiměřice. Trakten runt Budiměřice består till största delen av jordbruksmark.